# Изворска планина
Изво̀рска планина (или Изво̀рски Рудини) е планина в Западна България и Югоизточна Сърбия, част от Милевско-Конявската планинска група в историко-географската област Краище, в Област Кюстендил.
Планината е част от Милевско-Конявската планинска група, като по билото ѝ от гранична пирамида 129 до гранична пирамида 144 преминава участък от държавната ни граница с Република Сърбия. От север на юг дължината ѝ е 12 км, а ширината ѝ до 8 км. На югозапад и юг долината на река Драговищица (десен приток на Струма) я отделя съответно от планините Дукат (в Сърбия) и Чудинска. На изток долината на река Уйнещица (ляв приток на Драговищица) я отделя от Земенска планина, а на североизток чрез седловина висока 1148 м се свързва с Кобилска планина. На север чрез седловината Славчето (960 м, на границата със Сърбия) се свързва с Милевска планина.
Билото на планината е плоско и нахълмено, над което се издигат заоблени върхове, най-висок от които е връх Плоча (1242,2 м), разположен на граничната бразда при гранична пирамида № 140, на около 1 км западно от крайните махали на село Горни Коритен.
Изградена е от триаски, палеогенски и плиоценски наслаги. Преобладаващата почвена покривка е представена от кафяви горски, канелени горски почви и рендзини. Обрасла е с естествена широколистна гора, а на места има залесявания с иглолистни насаждения.
В планината и по нейните склонове са разположени 1 град и 9 села, от които:
- В България – 5 села: Горни Коритен, Горно Уйно, Долни Коритен, Долно Кобиле и Уши;
- В Сърбия – 1 град и 4 села: Белут, Босилеград, Извор, Млекоминци и Рибарци.[1]

## Топографска карта
- Лист от карта K-34-58. Мащаб: 1 : 100 000.